# Ben 10 - Il segreto dell'Omnitrix
Ben 10 - Il segreto dell'Omnitrix (Ben 10: Secret of the Omnitrix) è un film d'animazione basato sul cartone animato statunitense Ben 10.
Funge da finale della serie ed è stato trasmesso da Cartoon Network negli Stati Uniti il 10 agosto 2007 e nel Regno Unito il 22 ottobre 2007.

## Trama
Durante una battaglia contro il Dr. Animus, la distruzione da parte di Inferno (in altre due versioni XLR8 e/o Milleocchi prendono il suo posto) della "bomba DNA" dello scienziato attiva accidentalmente un protocollo di autodistruzione dell'Omnitrix. La sua attivazione allerta Tetrax che raggiunge la Terra per andare a prendere Ben. Il Petrosapien cacciatore di taglie spiega la situazione ad un incredulo Ben che non era riuscito a capire il significato del countdown apparso sull'orologio. In quest'avventura, Ben decide di partire da solo, lasciando Gwen e nonno Max sulla Terra per non fare riconoscere il secondo durante il loro viaggio. Nonostante tutto, Gwen si intrufola a bordo dell'astronave di Tetrax.
Usando l'avanzato equipaggiamento medico a bordo della nave, Tetrax trova la firma DNA del creatore dell'Omnitrix, Azmuth, e lo rintraccia in un pianeta-prigione chiamato Incarcecon. Dopo aver organizzato l'evasione, i due liberano una Chimera Sui Generis, la stessa razza aliena di Vilgax, chiamata Myaxx, che in realtà è l'assistente di Azmuth. In precedenza lei aveva scambiato la sua firma DNA con quella di Azmuth quando lui si rifiutò di riconoscerle i meriti di aver contribuito alla creazione dell'Omnitrix. Lui si rifiutò anche di darle il codice per disattivare l'autodistruzione dell'Omnitrix che, come spiega Myaxx, non ucciderà solo Ben, ma distruggerà anche la maggior parte dell'universo e dei suoi abitanti includendo la Terra stessa. Nonostante tutto, però, Myaxx sa dove si trova Azmuth e conduce il gruppo al suo pianeta.
Mentre cercano di raggiungere Azmuth, vengono però attaccati dal malvagio Vilgax che in qualche modo è riuscito a fuggire dal Vuoto Totale ed è ora il comandante di un'astronave il cui scopo è rintracciare e distruggere Ben. Alla fine, Ben riesce ad uscire vincitore dallo scontro, anche se il pilota della nave di Tetrax, un alieno dall'aspetto viscido chiamato Gluto, viene ucciso. La nave di Tetrax arriva così sul pianeta di Azmuth. Non appena entrano nella sua fortezza di montagna, però, un gruppo di Florauna, la stessa razza aliena di Vite Elastica, li attacca e uno riesce a prendere Gwen. Ben tenta di salvarla trasformato in 2x2, ma viene bloccato e così il Floruana porta via Gwen. Mentre Ben procede con Tetrax e Myaxx attraverso la casa di Azmuth, Tetrax prende confidenza con Ben, rivelando il suo passato. Un tempo Tetrax ha lavorato per Vilgax, il quale distrusse il suo pianeta natale, Petropia, e tutti i suoi cari grazie ad un involontario aiuto del Petrosapien. I tre riescono a raggiungere l'ingresso di un laboratorio secondario sigillato dal quale Azmuth comunica con loro e Ben gli chiede di fermare l'autodistruzione dell'Omnitrix, ma l'alieno rifiuta; per quanto gli riguarda, l'universo si merita il destino che lo attende per aver fatto un uso sbagliato della sua creazione, la quale doveva servire per aiutare le varie specie a comprendersi a vicenda, non per combattersi. In un momento di rabbia Ben diventa Rotolone e rompe la porta che li separa per poi attaccare il creatore dell'Omnitrix che si rivela poi essere un vecchio e scorbutico Galvanico, la stessa razza aliena di Materia Grigia, che si nascondeva in una grande tuta meccanica.
Intanto Vilgax, avendo recuperato dalla sua ultima sconfitta, guida un pesante attacco alla fortezza di Azmuth. Nel frattempo si scopre che Gwen è sopravvissuta, che Gluto si è rigenerato grazie a del materiale residuo che si era depositato sui vestiti della ragazza e che successivamente l'aveva salvata. Questa notizia causa una crisi di pianto in Ben che corre immediatamente ad abbracciare la cugina che credeva scomparsa. Le azioni di Ben durante la battaglia contro le forze di Vilgax rinnovano in qualche modo la fiducia di Azmuth nell'universo; ciò lo porta ad aggiustare l'Omnitrix e a regalare una nuova forma aliena a Ben, Gigante, un alieno alto come un grattacielo simile ai famosi supereroi tokusatsu. Gigante distrugge facilmente l'armata di Vilgax e lancia quest'ultimo nello spazio aperto.
Finita la minaccia, Ben si offre di restituire l'Omnitrix ad Azmuth poiché apparteneva originariamente a lui. Azmuth, in ogni caso, vede Ben come il miglior custode possibile per l'Omnitrix, sia perché lui sta tecnicamente adempiendo ai suoi voleri originali, sia perché l'Omnitrix è una fonte di guai anche solo in virtù della sua esistenza. Tetrax riporta Ben e Gwen sulla Terra da loro nonno per poi ripartire, ma non prima di aver lasciato al ragazzo un nuovo skateboard spaziale per rimpiazzare quello perso nella battaglia contro il Dr. Animus. Ben suggerisce una gita al centro commerciale per far piacere a Gwen, ma un annuncio che informa il gruppo che il centro è stato attaccato da zombie rovina l'occasione. Gwen asserisce semplicemente che questo è solo un giorno qualunque per loro e i tre si dirigono verso il centro.

## Versioni alternative
"Ben 10: Il Segreto dell'Omnitrix" è stato distribuito in tre versioni diverse; in ognuna è un alieno diverso a distruggere la bomba DNA del Dr Animus all'inizio della storia. Ben usa Inferno nella prima edizione, una nuova forma chiamata Milleocchi nella seconda e XLR8 nella terza. La prima versione è stata mandata in onda il 10 agosto 2007, la seconda il 1º settembre 2007, la terza e definitiva il 20 ottobre 2007. Italia 1 ha trasmesso la prima versione, divisa in tre episodi, il 12, 13 e 16 novembre 2009 tra gli episodi 43 e 44 come per la trasmissione originale.

## Cast
| Personaggi                   | Doppiatore originale   | Doppiatore italiano |
| ---------------------------- | ---------------------- | ------------------- |
| Ben Tennyson                 | Tara Strong            | Daniele Raffaeli    |
| Gwen Tennyson                | Meagan Smith           | Barbara Pitotti     |
| Max Tennyson                 | Paul Eiding            | Toni Orlandi        |
| Tetrax Shard                 | Dave Fennoy            | Pierluigi Astore    |
| Myaxx                        | Vanessa Marshall       | Deborah Ciccorelli  |
| Azmuth                       | Robert David Hall      | Sergio Luzi         |
| Gluto                        | Dee Bradley Baker      |                     |
| Bestiale                     | Dee Bradley Baker      |                     |
| Milleocchi                   | Dee Bradley Baker      |                     |
| Vilgax                       | Steve Blum             | Mimmo Strati        |
| Inferno                      | Steve Blum             |                     |
| Materia Grigia               | Richard Steven Horvitz |                     |
| Prigioniero Lepidopterran    | Richard Steven Horvitz |                     |
| 2x2                          | Richard McGonagle      |                     |
| Dr Animus                    | Dwight Schultz         | Massimo Milazzo     |
| Rotolone                     | Fred Tatasciore        |                     |
| Gigante                      | Fred Tatasciore        |                     |
| XLR8                         | Jim Ward               |                     |
| Prigioniero Piscciss Volanna | Jim Ward               |                     |
| Sicurezza di Incarcecon      | Jim Ward               | Andrea Lavagnino    |
| Vomito                       | Dave Wittenberg        |                     |

## Curiosità
- L'acronimo del titolo inglese del film (Secret of the Omnitrix), è, non a caso, SOTO, cognome di Alex Soto, produttore dell'intera serie del cartone e ovviamente anche di "Secret of the Omnitrix".